# Liste der Biografien/Chev
Liste der Biografien |
Portal Biografien |
Personensuche
# |
A |
B |
C |
D |
E |
F |
G |
H |
I |
J |
K |
L |
M |
N |
O |
P |
Q |
R |
S |
T |
U |
V |
W |
X |
Y |
Z |
?
 
Ca |
Cb |
Cc |
Ce |
Ch |
Ci |
Cj |
Ck |
Cl |
Cm |
Cn |
Co |
Cr |
Cs |
Ct |
Cu |
Cv |
Cw |
Cy |
Cz
 
Cha |
Chb |
Che |
Chh |
Chi |
Chk |
Chl |
Chm |
Chn |
Cho |
Chr |
Cht |
Chu |
Chv |
Chw |
Chy
 
Chea |
Cheb |
Chec |
Ched |
Chee |
Chef |
Cheg |
Cheh |
Chei |
Chej |
Chek |
Chel |
Chem |
Chen |
Cheo |
Chep |
Cher |
Ches |
Chet |
Cheu |
Chev |
Chew |
Chey |
Chez
Die Liste der Biografien führt alle Personen auf, die in der deutschsprachigen Wikipedia einen Artikel haben. Dieses ist eine Teilliste mit 114 Einträgen von Personen, deren Namen mit den Buchstaben „Chev“ beginnt.

## Chev

### Cheva
- Chevakova, Ilona (* 1986), finnisch-russische Schauspielerin und Synchronsprecherin
- Cheval, Christophe (* 1971), französischer Leichtathlet
- Cheval, Ferdinand (1836–1924), französischer Postbote und Erbauer des sogenannten „Palais idéal“Ferdinand Cheval (1836–1924)

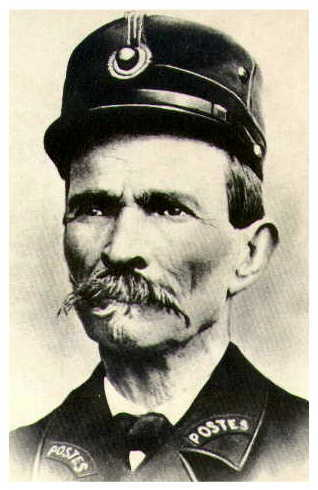
Ferdinand Cheval (1836–1924)

- Cheval, René (1918–1986), französischer Germanist, Hochschuloffizier und Kulturdiplomat
- Chevalier Paul (1597–1667), französischer Marineoffizier
- Chevalier, Auguste Jean Baptiste (1873–1956), französischer Botaniker
- Chevalier, Charles (1804–1859), französischer Optik-Ingenieur und Fotopionier
- Chevalier, Chloé (* 1995), französische Biathletin
- Chevalier, Étienne († 1474), französischer Schatzmeister
- Chevalier, Ferdinand (* 1835), belgischer Landschaftsmaler der Düsseldorfer Schule
- Chevalier, Gilberte, Schweizer Basketballspielerin
- Chevalier, Guy (* 1938), französischer Ordensgeistlicher, emeritierter Bischof von Taiohae o Tefenuaenata
- Chevalier, Jay (1936–2019), US-amerikanischer Rockabilly- und Country-Musiker
- Chevalier, Jean-Claude (1925–2018), französischer Linguist, Romanist, Grammatiker und Sprachwissenschaftshistoriker
- Chevalier, Jeanne (* 1944), Schweizer Fotografin
- Chevalier, Josiane (* 1957), französische Präfektin
- Chevalier, Jules (1824–1907), französischer Priester und Autor
- Chevalier, Léon (* 1996), französischer Triathlet
- Chevalier, Li (* 1961), französische Künstlerin und Malerin
- Chevalier, Lorenz (1810–1889), deutscher Politiker (NLP), MdR
- Chevalier, Louis (1911–2001), französischer Historiker
- Chevalier, Louis (1921–2006), französischer Geher
- Chevalier, Lucas (* 2001), französischer Fußballtorwart
- Chevalier, Marcel (1921–2008), französischer Henker
- Chevalier, Maurice (1888–1972), französischer Schauspieler und ChansonsängerMaurice Chevalier (1888–1972)

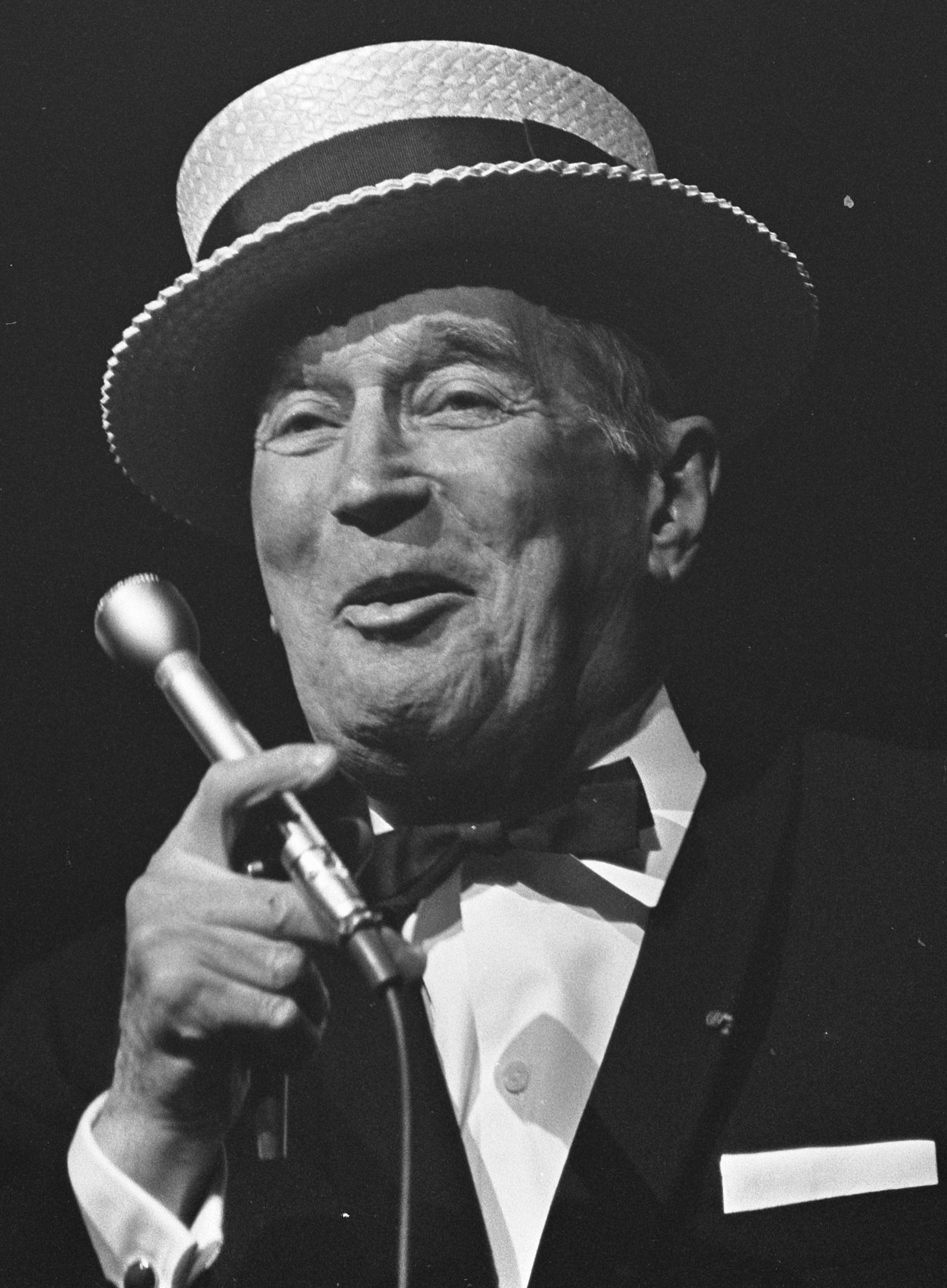
Maurice Chevalier (1888–1972)

- Chevalier, Michael (1933–2011), deutscher Schauspieler und Synchronsprecher
- Chevalier, Michel (1806–1879), französischer Ökonom und Freihändler
- Chevalier, Miguel (* 1959), franco-mexikanischer Künstler
- Chevalier, Peter (* 1953), deutscher Maler
- Chevalier, Pierre (* 1952), belgischer Politiker (SP/VLD)
- Chevalier, Roberto (* 1952), italienischer Schauspieler und Synchronsprecher
- Chevalier, Roger A. (* 1949), US-amerikanischer Astronom
- Chevalier, Sabine Stuart de, französische Alchemistin
- Chevalier, Teddy (* 1987), französischer Fußballspieler
- Chevalier, Tracy (* 1962), US-amerikanische SchriftstellerinTracy Chevalier (* 1962)

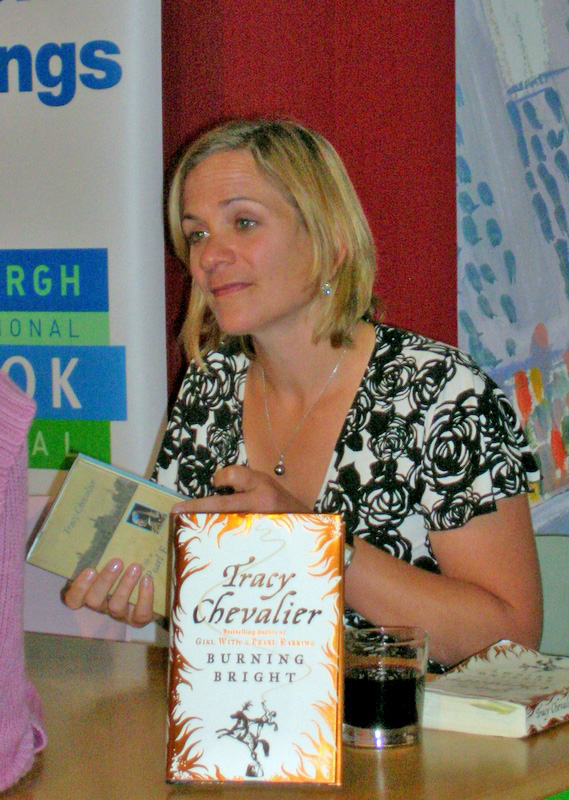
Tracy Chevalier (* 1962)

- Chevalier, Ulysse (1841–1923), französischer Priester und Mediävist
- Chevalier-Bouchet, Anaïs (* 1993), französische Biathletin
- Chevalier-Girod, Lucas (* 1976), französischer Skispringer
- Chevallaz, Georges-André (1915–2002), Schweizer Historiker und Politiker
- Chevallaz, Lucien (1840–1921), Schweizer Gärtner, in Bulgarien tätig
- Chevallaz, Olivier (* 1946), Schweizer Politiker (FDP)
- Chevallerie, Cathérine de la, Baronesse de la Motte, braunschweig-lüneburgische Hofdame, preußische Oberhofmeisterin
- Chevallerie, Gustav von der (1825–1912), preußischer Generalleutnant
- Chevallerie, Hellmut von der (1896–1965), deutscher Generalleutnant im Zweiten Weltkrieg
- Chevallerie, Kurt von der (* 1891), deutscher General der Infanterie im Zweiten Weltkrieg
- Chevallerie, Siméon de la (1635–1698), Hugenotte, kurfürstlich braunschweig-lüneburgischer Obermundschenk und Oberhofmeister
- Chevalley, Abel (1868–1933), französischer Diplomat
- Chevalley, Cédric (* 1999), Schweizer Fußballspieler
- Chevalley, Claude (1909–1984), französischer Mathematiker
- Chevalley, Isabelle (* 1972), Schweizer Politikerin (glp)
- Chevallier, Adolphe A. (1881–1963), schweizerisch-rumänischer Fotograf
- Chevallier, Christian (1930–2008), französischer Jazz-Pianist, Komponist und Arrangeur
- Chevallier, Éric (* 1960), französischer Botschafter
- Chevallier, Gabriel (1895–1969), französischer Journalist und Literat
- Chevallier, Gustave (1849–1917), französischer römisch-katholischer Geistlicher, Theologe und Kirchenhistoriker
- Chevallier, Martine, französische Schauspielerin
- Chevallier, Paulus (1722–1796), niederländischer reformierter Theologe
- Chevallier, Philippe (* 1961), französischer Radrennfahrer
- Chevallier, Sébastien (* 1987), Schweizer Beachvolleyballspieler
- Chevallier, Temple (1794–1873), britischer Geistlicher, Astronom, Mathematiker und Philologe
- Chevandier de Valdrôme, Eugène (1810–1878), französischer Unternehmer und Politiker
- Chevannes, Barry († 2010), jamaikanischer Soziologe und Sozialanthropologe
- Chevantón, Ernesto (* 1980), uruguayischer Fußballspieler
- Chevapravatdumrong, Cherry (* 1977), US-amerikanische Fernsehproduzentin, Drehbuchautorin, Schriftstellerin und KomikerinCherry Chevapravatdumrong (* 1977)

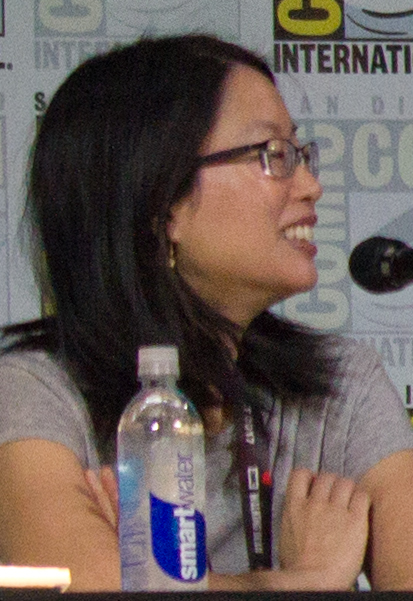
Cherry Chevapravatdumrong (* 1977)

- Chevasco, David (* 1981), gibraltarischer Badmintonspieler
- Chevassu, Maurice (1877–1957), französischer Urologe und Chirurg

### Cheve
- Chevé, Émile (1804–1864), französischer Musiktheoretiker und Musikpädagoge
- Chevé, Jacqueline (1961–2010), französische Politikerin
- Cheveldae, Tim (* 1968), kanadischer Eishockeytorwart und -trainer
- Cheveldayoff, Kevin (* 1970), kanadischer Eishockeyspieler, -trainer und -funktionär
- Chevelevitch, Evgueni (* 1953), deutscher Schachspieler
- Chevelle, Jacques (* 1996), US-amerikanischer Schauspieler
- Chevènement, Jean-Pierre (* 1939), französischer Politiker (SFIO, PS, MDC)
- Chevènement, Raphaël (* 1974), französischer Drehbuchautor und Journalist
- Chevert, François de (1695–1769), französischer General
- Cheves, Langdon (1776–1857), US-amerikanischer Politiker

### Chevi
- Chevieux, Elie (* 1973), Schweizer Sportkletterer
- Chevigné, Pierre de (1909–2004), französischer Offizier, Politiker (MRP), Abgeordneter, Staatssekretär und Minister
- Chevigny, Pier-Philippe (* 1988), frankokanadischer Filmregisseur, Drehbuchautor und Filmeditor
- Chevillard, Camille (1859–1923), französischer Komponist und Dirigent
- Chevillard, Éric (* 1964), französischer Schriftsteller und Blogger
- Chevillet, Charles (1642–1701), französischer Theaterschauspieler und Bühnenautor
- Chevillet, Juste (1729–1802), französischer Kupferstecher
- Chevillon, Bruno (* 1959), französischer Kontrabassist (Jazz, Improvisation)
- Chevillon, Frédéric (1879–1915), französischer Politiker
- Chevillotte, Louise (* 1995), französische Film- und Theaterschauspielerin
- Chevin, Caroline (* 1974), Schweizer Soulsängerin
- Chevit, Maurice (1923–2012), französischer Schauspieler

### Chevo
- Chevolleau, Richard (* 1966), jamaikanisch-kanadischer Schauspieler

### Chevr
- Chevré, Paul (1866–1914), französischer Bildhauer
- Chevreau, Urbain (1613–1701), französischer Schriftsteller, Historiker, Romanist und Grammatiker
- Chevreuille, Raymond (1901–1976), belgischer Komponist
- Chevreul, Eugène (1786–1889), französischer Chemiker und der Begründer der modernen Theorie der PigmenteEugène Chevreul (1786–1889)

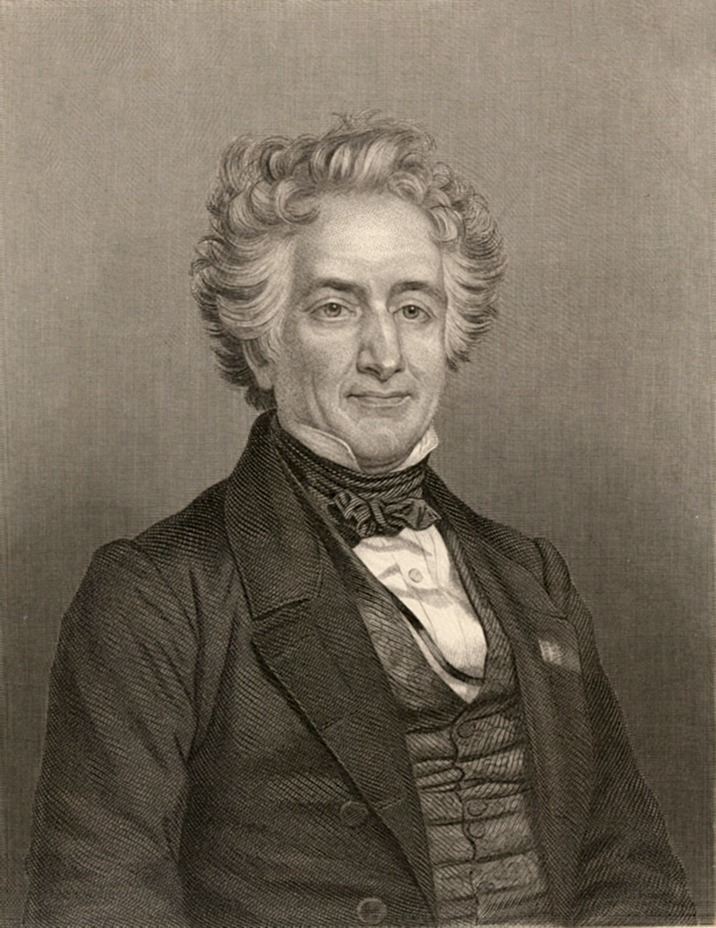
Eugène Chevreul (1786–1889)

- Chevreuse, Claude de Lorraine Duc de (1578–1657), Prince de Joinville, Duc de Chevreuse, Pair de France
- Chevreuse, Marie de Rohan-Montbazon, duchesse de (1600–1679), französische Adelige und Frondeuse
- Chevrier, Alain (* 1961), kanadischer Eishockeyspieler
- Chevrier, Antoine (1826–1879), französischer römisch-katholischer Geistlicher, Gründer des Prado-Instituts und Seliger
- Chevrier, Denis (* 1954), französischer Ingenieur
- Chevrier, Jean-François (* 1954), französischer Kunsthistoriker, Kunstkritiker, Ausstellungskurator und Hochschullehrer
- Chevrier, Lionel (1903–1987), kanadischer Politiker und Diplomat
- Chevrier, Margot (* 1999), französische Stabhochspringerin
- Chevrier, Marion (* 2001), französische Skirennläuferin
- Chevrier, Maurice (* 1961), Schweizer Politiker
- Chevrier, Philippe (* 1960), Schweizer Koch
- Chevrier, Xavier (* 1990), italienischer Leichtathlet
- Chevrillon, André (1864–1957), französischer Anglist, Reiseschriftsteller und Mitglied der Académie française
- Chevrin, Rémy (* 1963), französischer Kameramann
- Chevrolat, Louis Alexandre Auguste (1799–1884), französischer Entomologe
- Chevrolet, Gaston (1892–1920), US-amerikanischer und Schweizer Autorennfahrer
- Chevrolet, Louis (1878–1941), Schweizer und US-amerikanischer Rennfahrer sowie Mitgründer der Chevrolet Motor Car CompanyLouis Chevrolet (1878–1941)

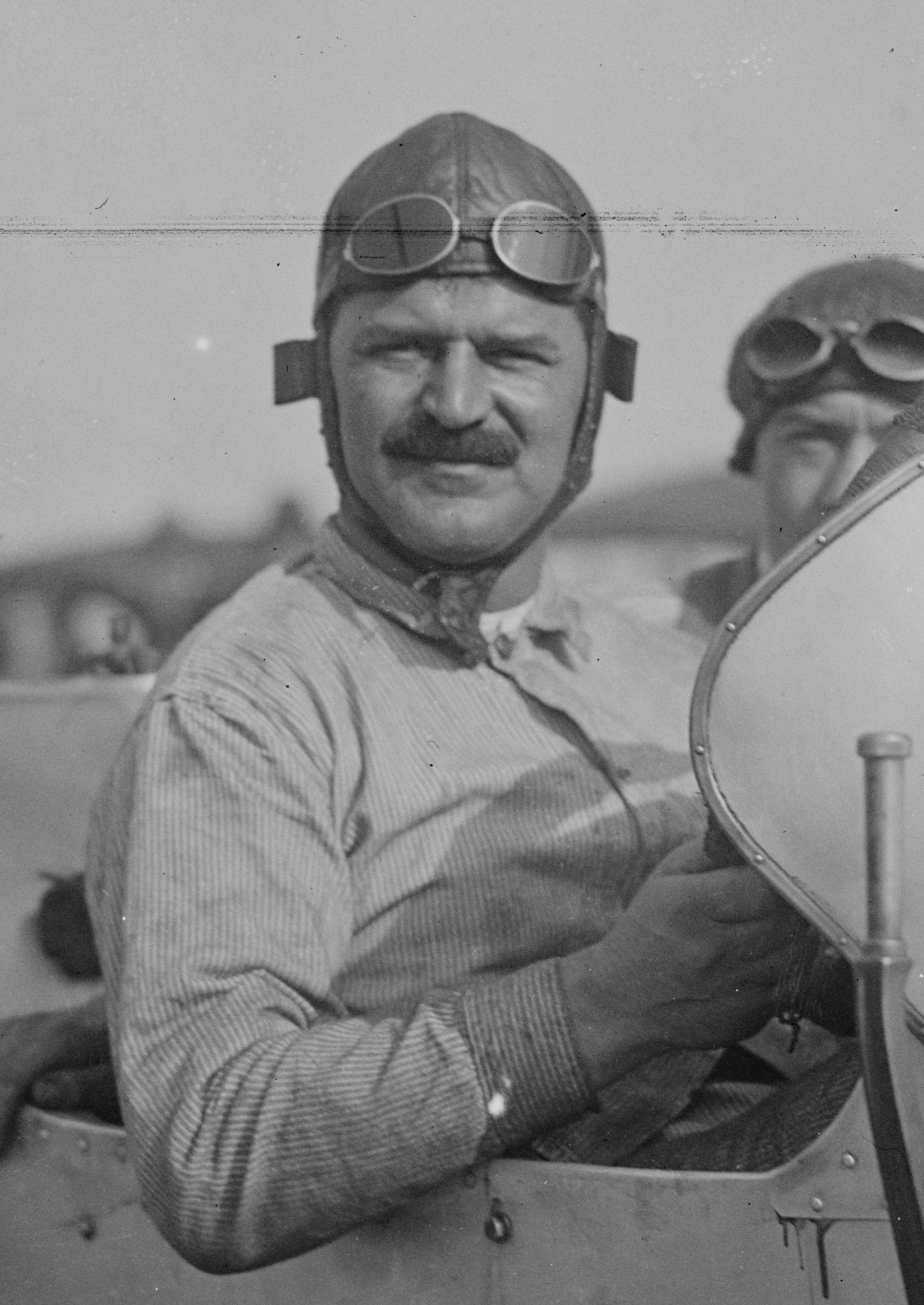
Louis Chevrolet (1878–1941)

- Chevron, Jean-Noël (1790–1867), französisch-holländischer Architekt und Stadtplaner
- Chevron, Philip (1957–2013), irischer Sänger, Songwriter und Gitarrist
- Chevrot, Denis (* 1988), französischer Triathlet und Ironman-Sieger (2014)
- Chevry, Bernard (1922–2019), französischer Medienunternehmer und Produzent